# Daniil Sagal

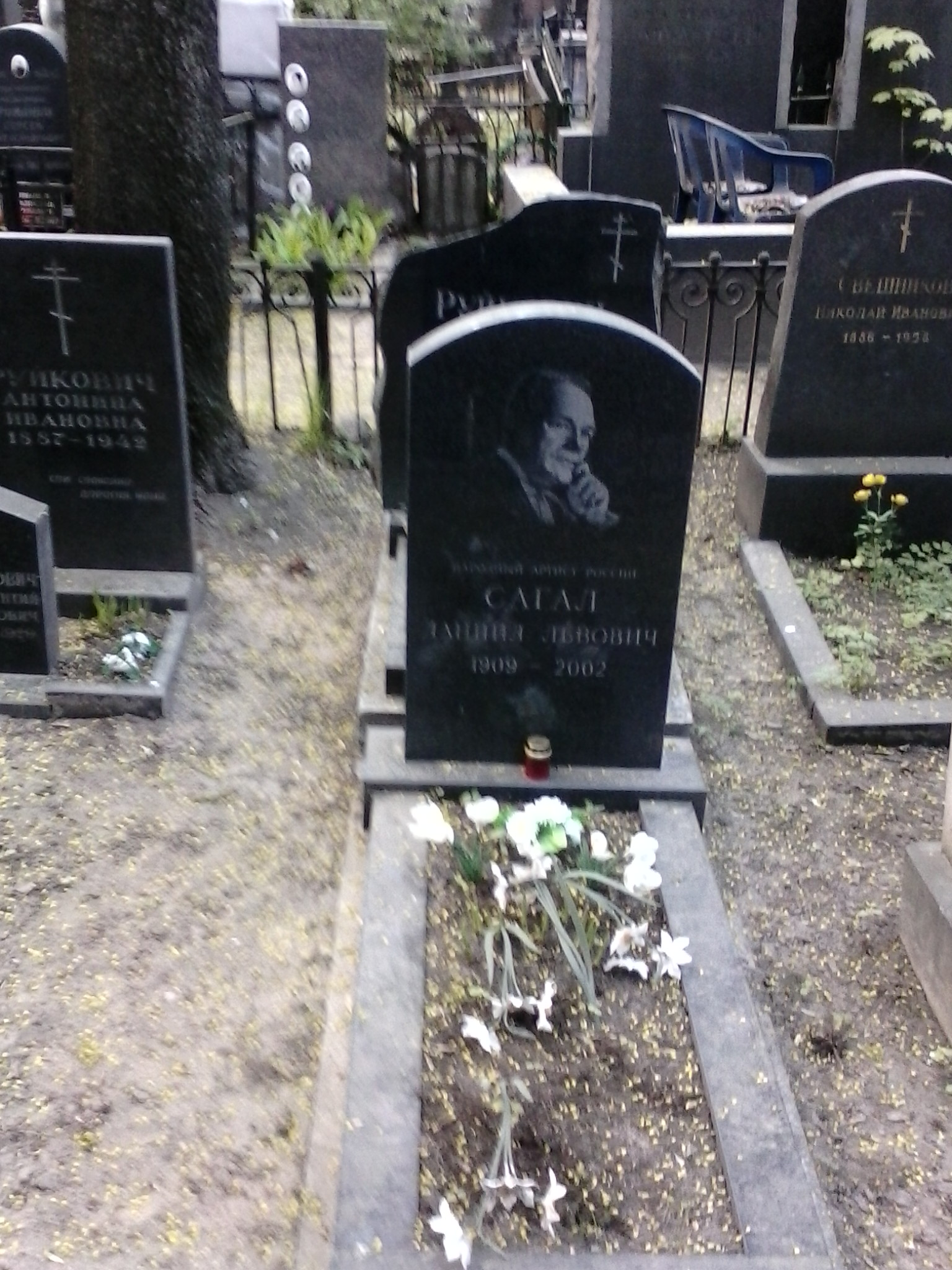
Hrob Daniila Sagala na Vveděnském hřbitově v Moskvě

Daniil Lvovič Sagal (rusky Дании́л Льво́вич Сага́л; 27. října 1909 Jekatěrinoslav, Ruské impérium – 18. července 2002 Moskva, Rusko) byl sovětský divadelní a filmový herec.

## Životopis
Sagal se narodil v Jekatěrinoslavi (dnešní Dněpropetrovsk na Ukrajině). V roce 1931 absolvoval studium při divadle Vsevoloda Mejercholda, kde hrál až do roku 1938. V letech 1943-1989 poté působil jako herec Centrálního akademického divadla ruské armády.

## Rodina
Jeho bratrem byl režisér Boris Sagal, je strýcem herečky Katey Sagal.

## Ocenění
V roce 1950 se stal laureátem Stalinovy ceny druhého stupně. V roce 1964 obdržel čestný titul Národního umělce Sovětského svazu.

## Filmografie (výběr)
- 1937 Bělejet parus odinokij (česky: Na obzoru plachta bílá; předloha: Valentin Petrovič Katajev)
- 1938 Detstvo Gorkogo (český festivalový název: Dětství Gorkého; předloha: Maxim Gorkij)
- 1940 Moi universitety (česky: Léta dozrávání; předloha: Maxim Gorkij)
- 1942 Kak zakaljalas stal (česky: Jak se kalila ocel; předloha: Nikolaj Ostrovskij)
- 1945 Nepokoryonnye (česky: Nepokoření)
- 1945 Dni i noči (česky: Nesmrtelní; režie: Alexandr Stolper)
- 1947 Za těch, kto v more (česky: Na širém moři kamarád)
- 1947 Selskaja učitělnica (česky: Vesnická učitelka)
- 1954 Dva druga (česky: Klukovská léta)
- 1955 Suďba barabanščika (česky: Osudy bubeníkovy; předloha: Arkadij Gajdar)
- 1956 Za vlast Sovetov (česky: V podzemí Oděsy; předloha: Valentin Petrovič Katajev)
- 1956 Meksikanec (česky: Mexikánec; předloha: Jack London)